# Тидир Алед

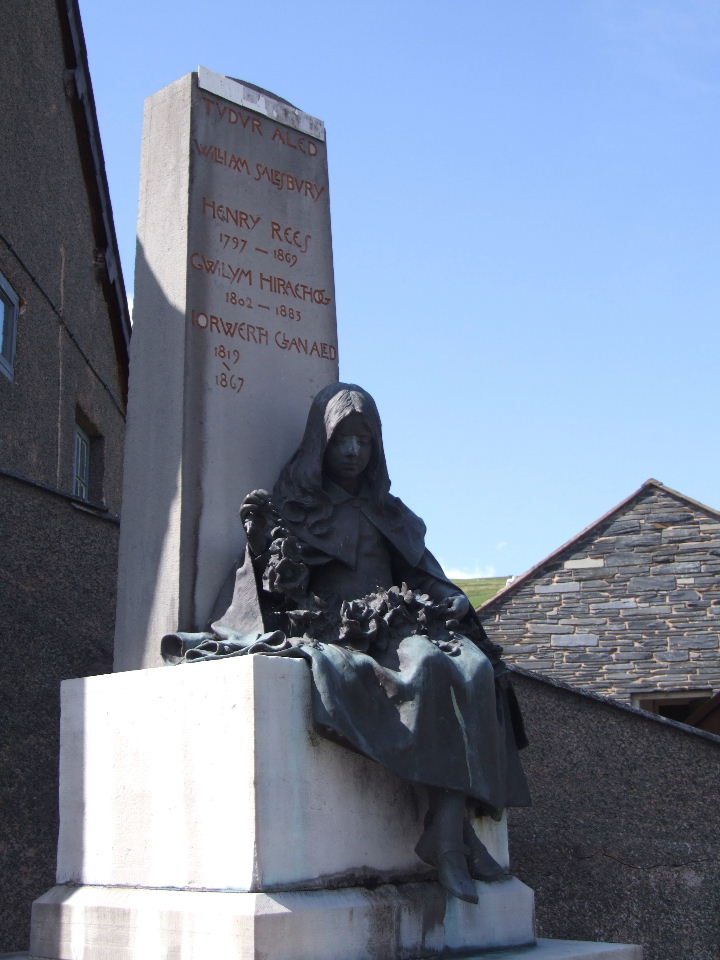
Мемориал поэту в Ллансаннане

Тидир Алед (1465, Ллансаннан, Денбишир — 1525) — валлийский поэт позднего Средневековья.

## Биография
Считается одним из лучших поэтов своего времени, мастер кинханеда.
Имел дворянское происхождение. Организатор фестиваля валлийских бардов в 1523 году. Член Ордена Святого Франциска. Умер в результате болезни в Кармартене. Незадолго до своей смерти написал элегию. Другие поэты оценили её по достоинству. В своих стихах прославлял дворян и духовенство, а также отражал изменения в начале XVI века, которые ставят под угрозу будущее бардовской музыки.
За свою жизнь написал не менее 125 стихотворений